# The Hunting Party (album)
Pour les articles homonymes, voir The Hunting Party.
Albums de Linkin Park
Living Things
(2012) One More Light
(2017)
Singles
1. Guilty All the Same
Sortie : 6 mars 2014
2. Until It's Gone
Sortie : 5 mai 2014
3. Wastelands
Sortie : 2 juin 2014
4. Rebellion
Sortie : 4 juin 2014
5. Final Masquerade
Sortie : 9 juin 2014

The Hunting Party est le 6e album studio du groupe de nu metal américain Linkin Park sorti le 17 juin 2014 et publié sous le label Warner Bros. Records. Sa production est assurée par le chanteur et musicien du groupe Mike Shinoda. Rakim, Page Hamilton de Helmet, Daron Malakian de System of a down, et Tom Morello de Rage Against the Machine sont présents en featuring sur l'album.
Mike Shinoda a annoncé l'album comme étant un préquel d'Hybrid Theory et le retour à un son plus heavy. Les premiers retours des quelques rares journalistes ayant pu écouter cinq chansons de l'album confirment cette annonce.  
Le premier single de l'album, Guilty All the Same en featuring avec Rakim est dévoilé le 6 mars 2014. Jour durant lequel il fut disponible en écoute gratuite sur Shazam, puis disponible en téléchargement par la suite.
Cet album se distingue également par le fait que le groupe assure désormais leur propre production, en l'occurrence par Shinoda. Les ventes de l'album en septembre 2014 s'élèvent à 275 000 exemplaires aux États-Unis et à 950 000 dans le monde, très loin des chiffres de leurs précédents opus, à cause en particulier de son aspect moins grand public.

## Liste des pistes
Toutes les paroles sont écrites par Chester Bennington et Mike Shinoda, toute la musique est composée par Linkin Park.
| No  | Titre                                 | Durée |
| --- | ------------------------------------- | ----- |
| 1.  | Keys to the Kingdom                   | 3:38  |
| 2.  | All for Nothing (feat. Page Hamilton) | 3:33  |
| 3.  | Guilty All the Same (feat. Rakim)     | 5:55  |
| 4.  | The Summoning                         | 1:00  |
| 5.  | War                                   | 2:11  |
| 6.  | Wastelands                            | 3:15  |
| 7.  | Until It's Gone                       | 3:53  |
| 8.  | Rebellion (feat. Daron Malakian)      | 3:44  |
| 9.  | Mark the Graves                       | 5:05  |
| 10. | Drawbar (feat. Tom Morello)           | 2:46  |
| 11. | Final Masquerade                      | 3:37  |
| 12. | A Line in the Sand                    | 6:35  |

## Classements hebdomadaires
| Classement (2014)                         | Meilleure place |
| ----------------------------------------- | --------------- |
| Allemagne (Media Control AG)              | 1               |
| Australie (ARIA)                          | 3               |
| Autriche (Ö3 Austria Top 40)              | 2               |
| Belgique (Flandre Ultratop)               | 3               |
| Belgique (Wallonie Ultratop)              | 7               |
| Canada (Canadian Albums Chart)            | 3               |
| Danemark (Tracklisten)                    | 4               |
| Écosse (OCC)                              | 4               |
| Espagne (Promusicae)                      | 6               |
| États-Unis (Billboard 200)                | 3               |
| États-Unis (Billboard Alternative Albums) | 1               |
| États-Unis (Billboard Hard Rock Albums)   | 1               |
| États-Unis (Billboard Top Rock Albums)    | 1               |
| Finlande (Suomen virallinen lista)        | 4               |
| France (SNEP)                             | 3               |
| Irlande (IRMA)                            | 6               |
| Italie (FIMI)                             | 4               |
| Japon (Oricon)                            | 4               |
| Norvège (VG-lista)                        | 11              |
| Nouvelle-Zélande (RIANZ)                  | 2               |
| Pays-Bas (Mega Album Top 100)             | 8               |
| Portugal (AFP)                            | 1               |
| Royaume-Uni (UK Albums Chart)             | 2               |
| Royaume-Uni (Rock & Metal Albums)         | 1               |
| Suède (Sverigetopplistan)                 | 27              |
| Suisse (Schweizer Hitparade)              | 1               |

## Certifications
| Pays                  | Certification | Ventes certifiées |
| --------------------- | ------------- | ----------------- |
| Allemagne (BVMI)      | Platine       | 200 000           |
| Autriche (IFPI)       | Or            | 7 500             |
| Canada (Music Canada) | Or            | 40 000            |
| États-Unis (RIAA)     | Platine       | 1 000 000         |
| Italie (FIMI)         | Or            | 25 000            |
| Pologne (ZPAV)        | Or            | 10 000            |
| Royaume-Uni (BPI)     | Or            | 100 000           |
| Suisse (IFPI)         | Or            | 10 000            |